# Goryphus albifrons
Goryphus albifrons är en stekelart som först beskrevs av William Harris Ashmead 1905.  Goryphus albifrons ingår i släktet Goryphus och familjen brokparasitsteklar. Inga underarter finns listade i Catalogue of Life.